# Alto Horizonte
Alto Horizonte, amtlich portugiesisch Município de Alto Horizonte, ist eine brasilianische politische Gemeinde im Bundesstaat Goiás. Sie liegt nordwestlich der brasilianischen Hauptstadt Brasília und 341 km nördlich von Goiânia, der Hauptstadt des Bundesstaates. Die Bevölkerungszahl wurde zum 1. Juli 2021 auf 6796 Einwohner geschätzt, die auf einer Gemeindefläche von rund 503,3 km² leben. Sie steht an 158. Stelle der 246 Gemeinden des Bundesstaats.
Auf dem Gemeindegebiet befindet sich auch die Ortschaft São Sebastião.

## Geographie
Alto Horizonte grenzt an die Gemeinden
- im Norden und Osten an Mara Rosa
- im Südosten an Nova Iguaçu de Goiás
- im Südwesten an Pilar de Goiás
- im Westen an Campos Verdes

Entwässert wird Alto Horizonte im Süden bis Westen durch den Grenzfluss Rio dos Bois und seinem rechten Zufluss Rio Formiga nach Nordwesten in den Rio Araguaia.
Das Biom ist brasilianischer Cerrado.

## Geschichte
Durch das Staatsgesetz Nr. 11399 vom 16. Januar 1991 wurde Alto Horizonte aus Mara Rosa ausgegliedert und erhielt Stadtrechte, installiert wurde es nach erforderlichen Kommunalwahlen zum 1. Januar 1993. Die Gemeinde hat nur einen Gesamtdistrikt.

## Kommunalpolitik
Bei der Kommunalwahl 2020 wurde Luiz Borges da Cruz des Partido Social Democrático (PSD) für die Amtszeit von 2021 bis 2024 zum Stadtpräfekten gewählt.

## Chapada-Mine
Von großer wirtschaftlicher Bedeutung ist die Mina de Chapada, eine Kupfer- und Goldmine im Tagebau, die seit 2007 von Yamana Gold Inc. betrieben wurde und 2019 an das schwedisch-kanadische Bergbauunternehmen Lundin Mining für über 1 Milliarde Dollars verkauft wurde.